# Dominique Dupilet
Pour les articles homonymes, voir Dupilet.
 (juillet 2021).
Si vous disposez d'ouvrages ou d'articles de référence ou si vous connaissez des sites web de qualité traitant du thème abordé ici, merci de compléter l'article en donnant les références utiles à sa vérifiabilité et en les liant à la section « Notes et références ».
Dominique Dupilet, né le 12 octobre 1944 à Wandignies-Hamage (Nord), est un homme politique français. Il est président du conseil général du Pas-de-Calais du 1er avril 2004 au 23 juin 2014 et député du Pas-de-Calais du 2 mars 1977 au 18 juin 2002.

## Biographie
Dominique Dupilet commence sa carrière professionnelle au sein des mouvements de jeunesse, notamment en Afrique et au Liban.
Depuis 2004, il préside le conseil général du Pas-de-Calais, élu dans le canton de Boulogne-sur-Mer-Nord-Ouest.
Le 23 juin 2014, il démissionne de son poste de président du conseil général du Pas de Calais, laissant sa place à Michel Dagbert.